# Хокси (Канзас)
Хокси (енгл. Hoxie) град је у америчкој савезној држави Канзас.

## Демографија
По попису из 2010. године број становника је 1.201, што је 43 (-3,5%) становника мање него 2000. године.
| Група             | 2000.         | 2010.         |
| Белци             | 1.220 (98,1%) | 1.139 (94,8%) |
| Афроамериканци    | 2 (0,2%)      | 0 (0,0%)      |
| Азијати           | 1 (0,1%)      | 4 (0,3%)      |
| Хиспаноамериканци | 17 (1,4%)     | 43 (3,6%)     |
| Укупно            | 1.244         | 1.201         |